# Cap Timiris
Le cap Timiris (ou Râs Timirist) est un cap de Mauritanie situé sur l'océan Atlantique, au sud de l'île de Tidra. Le Timirist est un amas coquillier de 3 à 4 mètres de haut datant du néolithique.
Il marque la limite sud du parc national du banc d'Arguin. La localité de Nouâmghâr, à l'entrée du cap, est l'un des postes d'accès au parc.
Comme dans le reste de la réserve, les oiseaux, et notamment les échassiers, y sont nombreux. Des lagunes à l'ouest et au nord du cap permet leur alimentation en eaux peu profondes. Des palétuviers croissent en bordure des lagunes, constituant une des deux populations de cette espèce dans le parc national du Banc d'Arguin
Les Imraguens y pratiquent la pêche.